# Бенкендорф, Дмитрий Александрович
Дмитрий Александрович (фон) Бенкендорф (12 [24] марта 1844, Санкт-Петербург — 25 августа 1919, Санкт-Петербург) — русский художник-акварелист, академик Императорской академии художеств (1910) и предприниматель. Действительный статский советник.

## Биография

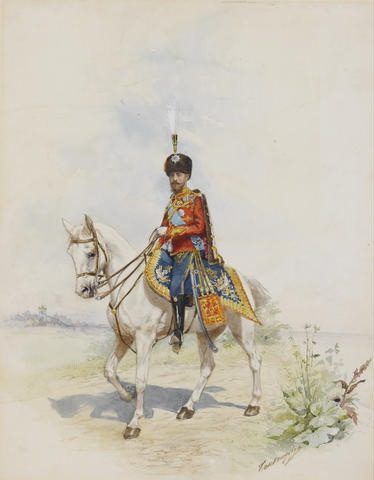
Великий князь Николай Николаевич Младший в униформе Гусарского Его Величества лейб-гвардии полка

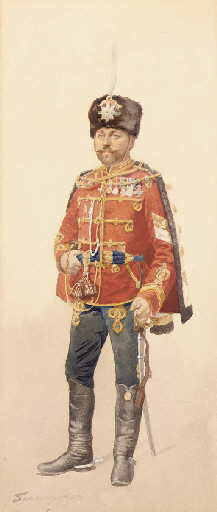
Унтер-офицер Гусарского Его Величества лейб-гвардии полка

Родился 12 (24) марта 1844 года. Происходил из дворянского рода Бенкендорфов русского подданства, остзейского немецкого происхождения. Сын лютеранина Александра Павловича (Готхарда Александра Константина фон) Бенкендорфа (1819—1851), кавказского сослуживца М. Ю. Лермонтова и двоюродного брата шефа жандармов и его жены Екатерины Дмитриевны Бенардаки (1825—1905), дочери богатейшего негоцианта, уроженца города Таганрога, Дмитрия Егоровича Бенардаки, грека по национальности. Как сын православной и лютеранина, согласно законам Российской империи, был крещён в православие. Имел двух братьев: Александра и Леонида (1850—?).
Окончил Парижский университет и с 29 апреля 1865 года служил по Министерству иностранных дел Российской империи. Принимал участие в русско-турецкой войне в качестве представителя Красного креста; был награждён орденом Св. Владимира 4-й степени с мечами. Осенью 1877 года вышел в отставку с государственной службы.
В Брюсселе 27 апреля 1875 года Д. А. Бенкендорф вступил в брак с Юлией Николаевной Воейковой. В следующем году, 23 сентября у них родилась дочь, названная Марией, которая скончалась в младенчестве; 4 июля 1878 года в возрасте 19 лет скончалась Юлия Николаевна.
От родителей, и в особенности от матери, Дмитрий унаследовал большое состояние, которое затем с успехом использовал. Член правления Общества Владикавказской железной дороги, член советов директоров Южно-Русского промышленного банка (с 1908 года — Соединенного банка), член правления Никополь-Мариупольского горного и металлургического общества и совладелец предприятия, сегодня известного, как Мариупольский металлургический комбинат.
С 30 марта 1895 года состоял чиновником по особым поручениям при министре народного просвещения; 1 января 1901 года был произведён в действительные статские советники.
Умер 25 августа 1919 года в Санкт-Петербурге.

## Бенкендорф — художник
С ранней юности проявлял интерес к искусству. Занятий в Академии художеств не посещал, а вместо этого брал частные уроки у Степана Фёдоровича Александровского (1842—1906) — одного из ведущих акварелистов Академии, ученика Людвига Осиповича Премацци (1814—1891). С 1885 (по другим данным, с 1886 года) принимал участие в ежегодных выставках, которые организовывались в Санкт-Петербурге Обществом акварелистов и Академией художеств (ИАХ); был членом Общества и почётным вольным общником Академии.
Работал преимущественно акварелью, которой владел на профессиональном уровне, создавал жанровые и исторические сцены, изображения русской военной формы, акварельные копии с работ старых мастеров. Поддерживал дружеские и деловые связи с Бакстом и Бенуа. По словам второго, отличался хорошим вкусом в коллекционировании произведений искусства, что сделало интерьер его квартиры одним из самых изысканных в Санкт-Петербурге. В то же время, держался несколько в стороне от художественного сообщества своего времени. Был личным другом великого князя Владимира Александровича, который прочил Бенкендорфа на высокий пост в Академии художеств, однако, этого добиться не удалось.
Тем не менее, с 1910 года Бенкендорф являлся академиком (действительным членом) ИАХ.

## Награды
российские
- орден Св. Владимира 4-й ст. с мечами (1878)
- орден Св. Владимира 3-й ст. (1904)
- орден Св. Станислава 1-й ст. (1910)

иностранные
- прусский орден Короны 3-й ст.
- австрийский орден Железной короны 3-й ст.
- итальянский орден Короны 3-й ст.
- мекленбург-шверинский орден Грифона 2-й ст.
- мекленбург-шверинский орден Вендской короны 3-й ст.
- орден Адольфа Нассау 2-й ст.
- французский знак отличия «officiers d’académie»